# کلاته بلوچ (درمیان)
کلاته بلوچ روستایی در دهستان گزیک بخش گزیک شهرستان درمیان استان خراسان جنوبی ایران است. بر پایه سرشماری عمومی نفوس و مسکن در سال ۱۳۹۰ جمعیت این روستا ۲۹ نفر (در ۶ خانوار) بوده است.